# Torneio Internacional Zé Dú de 2010
O Torneio internacional “Zé Dú” de  hóquei em patins  visa homenagear o Presidente da República de Angola, José Eduardo dos Santos. Realizou-se de 23 a 27 de agosto, no pavilhão Multiuso em Luanda, o 10.º Troféu Internacional de Hóquei em Patins, denominado "Troféu José Eduardo dos Santos".

## Grupo
| Time                | J | V | E | D | GP | GC | SG  | Pts |
| ------------------- | - | - | - | - | -- | -- | --- | --- |
| Juventude de Viana  | 5 | 4 | 0 | 1 | 36 | 10 | +26 | 12  |
| Liceo da Corunha    | 5 | 3 | 1 | 1 | 24 | 9  | +15 | 10  |
| Académica de Luanda | 5 | 2 | 3 | 0 | 15 | 13 | +2  | 9   |
| 1º de Agosto        | 5 | 2 | 1 | 2 | 19 | 25 | −6  | 7   |
| Petro de Luanda     | 5 | 1 | 0 | 4 | 12 | 22 | −10 | 3   |
| Recife              | 5 | 0 | 0 | 5 | 8  | 35 | −27 | 0   |

|                     | J.V. | L.C. | A.L. | 1ºAG | P.L. | REC  |
| ------------------- | ---- | ---- | ---- | ---- | ---- | ---- |
| Juventude de Viana  | –    | 3–5  | 4–1  | 8–0  | 6–3  | 15–1 |
| Liceo da Corunha    |      | –    | 1–2  | 3–3  | 5–0  | 10–1 |
| Académica de Luanda |      |      | –    | 4–6  | 4–0  | 4–2  |
| 1º de Agosto        |      |      |      | –    | 6–7  | 4–3  |
| Petro de Luanda     |      |      |      |      | –    | 2–1  |
| Recife              |      |      |      |      |      | –    |

## Ligações Externas
- mundook